# USS Bennington (CV-20)
USS Bennington (CV/CVA/CVS-20) là một trong số 24 chiếc tàu sân bay thuộc lớp Essex được chế tạo cho Hải quân Hoa Kỳ trong Thế Chiến II. Nó là chiếc tàu chiến thứ hai của Hải quân Mỹ được đặt cái tên này nhằm kỷ niệm trận chiến Bennington tại Vermont trong cuộc Chiến tranh giành độc lập Hoa Kỳ. Bennington được đưa vào hoạt động tháng 8 năm 1944, và đã phục vụ trong nhiều chiến dịch vào giai đoạn sau tại Mặt trận Thái Bình Dương, được tặng thưởng ba Ngôi sao Chiến trận. Được cho ngừng hoạt động không lâu sau khi chiến tranh kết thúc, nó được cho hiện đại hóa và tái hoạt động vào đầu những năm 1950 như một tàu sân bay tấn công CVA, và cuối cùng như một tàu sân bay chống tàu ngầm CVS. Trong lượt phục vụ thứ hai này, nó trải qua hầu hết thời gian hoạt động tại Thái Bình Dương, được tặng thưởng thêm năm Ngôi sao Chiến trận vì thành tích phục vụ trong Chiến tranh Việt Nam. Nó còn là tàu thu hồi cho chuyến bay không người lái Apollo 4.
Nó được cho ngừng hoạt động vào năm 1970, và bán để tháo dỡ vào năm 1994.

## Thiết kế và chế tạo
Bennington được đặt lườn vào ngày 15 tháng 12 năm 1942 tại Xưởng hải quân New York, được hạ thủy vào ngày 28 tháng 2 năm 1944, được đỡ đầu bởi bà Melvin J. Maas, phu nhân của Nghị sĩ Melvin Maas bang Minnesota. Bennington được đưa vào hoạt động ngày 6 tháng 8 năm 1944 dưới quyền chỉ huy của hạm trưởng, Đại tá Hải quân J. B. Sykes.

## Lịch sử hoạt động

### Thế Chiến II
Vào ngày 15 tháng 12 năm 1944, Bennington rời New York, đi ngang qua kênh đào Panama ngày 21 tháng 12. Chiếc tàu sân bay mới đến Trân Châu Cảng ngày 8 tháng 1 năm 1945 rồi tiếp tục lên đường hướng đến đảo san hô Ulithi thuộc quần đảo Caroline, nơi nó gia nhập Đội đặc nhiệm 58.1 trực thuộc Lực lượng đặc nhiệm tàu sân bay nhanh vào ngày 8 tháng 2. Hoạt động ngoài khơi vùng biển Ulithi, nó tham gia các cuộc không kích lên các hòn đảo chính quốc Nhật Bản trong các ngày 16, 17 và 25 tháng 2), quần đảo Volcano từ ngày 18 tháng 2 đến ngày 4 tháng 3, Okinawa trong ngày 1 tháng 3 và các cuộc không kích hỗ trợ cho chiến dịch Okinawa từ ngày 18 tháng 3 đến ngày 11 tháng 6.
Vào ngày 7 tháng 4, máy bay của Bennington đã tham gia vào cuộc tấn công vào lực lượng hạm đội Nhật Bản đang di chuyển qua biển Đông Trung Quốc hướng về phía Okinawa, mà kết quả là đã giúp đánh chìm thiết giáp hạm Yamato, tàu tuần dương hạng nhẹ Yahagi và bốn tàu khu trục. Vào ngày 5 tháng 6, chiếc tàu sân bay bị hư hại bởi một cơn bão ngoài khơi bờ biển Okinawa và bị buộc phải rút lui về Leyte, Philippines để sửa chữa, và đến nơi vào ngày 12 tháng 6. Sau khi hoàn tất việc sửa chữa, Bennington rời Leyte ngày 1 tháng 7, và từ ngày 10 tháng 7 đến ngày 15 tháng 8 nó tham gia một loạt các cuộc không kích lên các hòn đảo chính quốc Nhật Bản.
Sau khi có tin tức về việc Nhật Bản chấp nhận đầu hàng vô điều kiện, nó tiếp tục các hoạt động tại khu vực Tây Thái Bình Dương hỗ trợ cho việc chiếm đóng Nhật Bản cho đến ngày 21 tháng 10. Trong ngày 2 tháng 9, máy bay của nó tham gia thao diễn bên trên chiếc thiết giáp hạm Missouri (BB-63) và bên trên bầu trời Tokyo trong khi đang diễn ra buổi lễ ký kết Văn kiện đầu hàng vô điều kiện. Bennington về đến San Francisco ngày 7 tháng 11 năm 1945, và vào đầu tháng 3 năm 1946 nó đi ngang qua kênh đào Panama để quay về Norfolk, Virginia. Sau khi được đại tu và sửa chữa, nó được cho xuất biên chế vào ngày 8 tháng 11 năm 1946 và được đưa về làm lực lượng dự bị tại Norfolk.

### Tái hoạt động
Bennington được cho hiện đại hóa tại Xưởng hải quân New York từ ngày 30 tháng 10 năm 1950 và được cho tái hoạt động dưới ký hiệu mới CVA-20 (tàu sân bay tấn công) vào ngày 13 tháng 11 năm 1952. Trong giai đoạn này chiếc tàu sân bay trải qua đợt cải biến SCB-27A tốn mất 11 triệu giờ công lao động, trong đó sàn đáp được kéo dài thêm 13 m (43 ft) và mở rộng thêm 2,4 m (7,9 ft) để có khả năng phóng và thu hồi máy bay phản lực. Ngoài ra, các khẩu pháo 127 mm (5 inch) cũng được tháo dỡ khỏi sàn đáp và thay thế bằng cỡ pháo 76 mm (3 inch) nhỏ hơn.
Ngày 13 tháng 11 năm 1952, Đại tá Hải quân David. B. Young tiếp nhận quyền chỉ huy chiếc Bennington trong một buổi lễ có trên 1.400 người tham dự, trong số đó có Bộ trưởng Hải quân Dan A. Kimball và Chuẩn Đô đốc R.H. Hillenkoeter, người đã tuyên bố "chiếc Bennington là tàu sân bay hiện đại nhất trong hạm đội của chúng ta hôm nay".
Liên đội Không lực Thủy quân Lục chiến 14 (MAG-14), dưới quyền chỉ huy của Đại tá Thủy quân Lục chiến W.R. Campbell, được bố trí đến chiếc tàu sân bay vào ngày 13 tháng 2 năm 1953, và Bennington tiến ra vùng biển ngoài khơi Florida thực hiện các đợt bay chuẩn nhận tàu sân bay. Cuộc hạ cánh đầu tiên trên Bennington kể từ khi nó được đưa vào hoạt động trở lại do Trung tá T.W. Furlow thực hiện trên một chiếc AD Skyraider, ông là chỉ huy trưởng Phi đội Cường kích Thủy quân Lục chiến 211 (VMA-211). Chiếc máy bay phản lực đầu tiên hạ cánh trên Bennington vào ngày 18 tháng 2 năm 1953, được thực hiện bởi Thiếu tá Carl E. Schmitt trên một chiếc F9F-5 Cougar. Sau khi hoàn tất các đợt bay chuẩn nhận tàu sân bay, Bennington hướng đến Căn cứ Hải quân vịnh Guantánamo, Cuba nơi nó thực hiện việc chạy huấn luyện thử máy trong 11 tuần.
Việc chạy thử máy kéo dài đến tháng 5 năm 1953, khi nó quay về Norfolk thực hiện các chuẩn bị hạm đội cuối cùng. Vào ngày 27 tháng 4 năm 1953, một ống dẫn trong phòng nồi hơi số 1 bị sút ra, gây ra một vụ nổ giết chết 11 người và làm bị thương nặng bốn người khác. Từ ngày 14 tháng 5 năm 1953 đến ngày 27 tháng 5 năm 1954, chiếc tàu sân bay hoạt động dọc theo bờ Đông nước Mỹ; thực hiện một chuyến đi huấn luyện học viên mới đến Halifax, Nova Scotia; và một chuyến đi đến Địa Trung Hải. Lúc 8 giờ 11 phút ngày 26 tháng 5 năm 1954, trong khi di chuyển ngoài khơi vịnh Narragansett, dung dịch bên trong một trong số những máy phóng phát nổ, gây ra một loạt các vụ nổ kèm theo khiến 103 người bị thiệt mạng và 201 người khác bị thương. Bennington di chuyển bằng chính động năng của nó về Quonset Point, Rhode Island, để chuyển những người bị thương lên bờ.
Quay về Xưởng hải quân New York để sửa chữa, từ ngày 12 tháng 6 năm 1954 đến ngày 19 tháng 3 năm 1955, Bennington đồng thời cũng được cấu trúc lại hoàn toàn theo chương trình SCB-125. Vào ngày 22 tháng 4 năm 1955, Bộ trưởng Hải quân đã lên tàu để trao tặng huân chương và bằng tuyên dương cho 178 thành viên thủy thủ đoàn, ghi nhận sự anh dũng của họ trong tai nạn ngày 26 tháng 5 năm 1954. Bennington quay lại hoạt động cùng Hạm đội Đại Tây Dương, bao gồm một chuyến đi thử máy đến vịnh Guantánamo cùng Liên đội Không lực đặc nhiệm 201 (ATG-201) cho đến khi rời Mayport, Florida ngày 8 tháng 9 năm 1955 để gia nhập Hạm đội Thái Bình Dương. Chiếc tàu sân bay đi vòng qua mũi Horn và đi đến San Diego một tháng sau đó. Sau đó nó phục vụ trong Hạm đội Thái Bình Dương và thực hiện hai chuyến đi đến Viễn Đông.

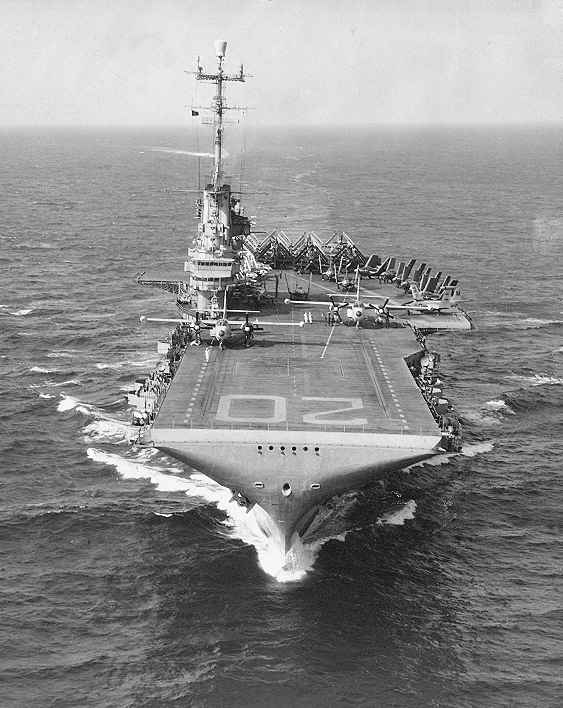
Bennington vào khoảng năm 1956 sau khi được hiện đại hóa SCB-125 với sàn đáp chéo góc

Trong những năm 1955-1956 Liên đội Không lực đặc nhiệm 201 phối thuộc cho Bennington bao gồm: Phi đội VF-13 sử dụng F9F-6, Phi đội VA-36 (phi đội cường kích hạng nhẹ phản lực đầu tiên của Hải quân Mỹ) sử dụng F9F-5, Phi đội VA-105 sử dụng AD-6, Phi đội VC-4 (sau này là VFAW-4) sử dụng F2H3, Phi đội VC-33 (sau này là VAAW-33) sử dụng AD-5N cùng các máy bay giả lập mục tiêu và một đơn vị HUP. Sự bố trí này phản ảnh mong muốn đánh giá của hạm đội đối với sự phối hợp sàn đáp chéo góc cùng hệ thống gương điều khiển hạ cánh, vốn đã làm giảm tai nạn khi hạ cánh trên tàu sân bay của Hải quân Mỹ đến 75%.
Trong những năm 1956-1957, liên đội máy bay phối thuộc bao gồm một phi đội cho mỗi kiểu máy bay sau đây: máy bay tiêm kích FJ3 Fury, F2H Banshee và F9F Cougar, máy bay cường kích AD-6 Skyraider, AD-5N Skyraider và AD-5W, máy bay ném bom AJ2 Savage và máy bay trinh sát hình ảnh F9F-8P.

#### Sự kiện "hải tặc" tại Sydney
Ngày 7 tháng 5 năm 1957, trong khi neo đậu tại Sydney tham gia các lễ hội kỷ niệm Trận chiến biển Coral, 10 sinh viên của đại học Sydney hóa trang như những cướp biển đã lên chiếc tàu sân bay vào lúc sáng sớm mà không bị phát hiện. Trong khi một số sinh viên dán các bích chương kêu gọi thủy thủ đoàn quyên góp cho hoạt động từ thiện tại địa phương, một số khác đã lên được cầu tàu chỉ huy. Qua hệ thống phóng thanh vẫn đang mở, Paul Lennon, một sinh viên y khoa, đã lên tiếng "Nghe đây! chiếc U.S.S. Bennington đã bị cướp biển Đại học Sydney chiếm giữ !" Lệnh báo động nguy cơ bị tấn công nguyên tử và hóa học vang lên, đánh thức toàn bộ thủy thủ đoàn còn đang trên giường phải bật dậy. Lính Thủy quân Lục chiến đã áp giải các sinh viên rời tàu, và đã không có hình phạt nào được đưa ra.

#### Hoạt động chống tàu ngầm
Bennington được xếp lại lớp thành một tàu sân bay hỗ trợ chống tàu ngầm (ASW) với ký hiệu mới CVS-20 vào ngày 30 tháng 6 năm 1959, và đã được huy động để can thiệp nếu cần thiết trong Sự kiện Lào năm 1960. Nó cũng từng phục vụ ba lượt trong Chiến tranh Việt Nam trong giai đoạn 1965-1968.
Để đảm nhiệm vai trò tàu sân bay chống tàu ngầm, liên đội không lực phối thuộc bao gồm hai phi đội S-2F Tracker, một phi đội máy bay trực thăng chống tàu ngầm Sikorsky SH-34 vốn được thay thế vào năm 1964 bằng kiểu SH-3A Sea King trong vai trò đó. Nhiệm vụ cảnh báo sớm trên không ban đầu do những chiếc EA-1E cải biến đảm trách, đến năm 1965 được nâng cấp lên những chiếc E-1 Tracer vốn được chế tạo trên cùng một khung máy bay của kiểu S-2 Tracker. Trong những năm 1964-1965, một phi đội A-4B Skyhawk cũng được bố trí trên tàu.
Ngày 18 tháng 5 năm 1966, trong khi di chuyển ngoài khơi San Diego, California, Bennington đã nhận lên tàu chiếc máy bay thử nghiệm LTV XC-142A khi nó thực hiện 44 lần cất cánh và hạ cánh trên đường băng ngắn và sáu lần cất cánh và hạ cánh thẳng đứng. Con tàu đã di chuyển ở những vận tốc và hướng đi khác nhau nhằm tạo ra những tình huống thử nghiệm lưu tốc gió khác nhau bên trên sàn đáp.
Bennington là tàu sân bay thu hồi chính cho chuyến bay không người lái Apollo 4. Vào ngày 9 tháng 11 năm 1967, module chỉ huy của con tàu vũ trụ đã đáp xuống cách chiếc tàu sân bay 16 km (10 dặm) và đã được vớt lên.

## Ngừng hoạt động - Tháo dỡ
Bennington được cho ngừng hoạt động vào ngày 15 tháng 1 năm 1970, được rút khỏi danh sách Đăng bạ Hải quân vào ngày 20 tháng 9 năm 1989, và bị bán để tháo dỡ vào ngày 12 tháng 1 năm 1994. Nó được kéo băng ngang Thái Bình Dương để được tháo dỡ tại Ấn Độ.

## Phần thưởng[1]
| Bronze star                                           |                                         |             |
|                                                       | Bronze star · Bronze star · Bronze star |             |
|                                                       | Bronze star                             | Bronze star |
| Bronze star · Bronze star · Bronze star · Bronze star |                                         |             |

| Đơn vị Tuyên dương Anh dũng Hải quân với 1 Ngôi sao Chiến trận | Đơn vị Tuyên dương Anh dũng Hải quân với 1 Ngôi sao Chiến trận          | Huân chương Phục vụ Trung Hoa (giai đoạn mở rộng)                       | Huân chương Phục vụ Trung Hoa (giai đoạn mở rộng)                   |
| Huân chương Chiến dịch Hoa Kỳ                                  | Huân chương Chiến dịch Châu Á-Thái Bình Dương với 3 Ngôi sao Chiến trận | Huân chương Chiến dịch Châu Á-Thái Bình Dương với 3 Ngôi sao Chiến trận | Huân chương Chiến thắng Thế Chiến II                                |
| Huân chương Phục vụ Chiếm đóng Hải quân                        | Huân chương Phục vụ Phòng vệ Quốc gia với 1 Ngôi sao Chiến trận         | Huân chương Phục vụ Phòng vệ Quốc gia với 1 Ngôi sao Chiến trận         | Huân chương Viễn chinh Lực lượng Vũ trang với 1 Ngôi sao Chiến trận |
| Huân chương Phục vụ Việt Nam với 4 Ngôi sao Chiến trận         | Huân chương Anh Dũng Bội Tinh (Việt Nam Cộng Hòa)                       | Huân chương Anh Dũng Bội Tinh (Việt Nam Cộng Hòa)                       | Huân chương Chiến dịch Bội Tinh (Việt Nam Cộng Hòa)                 |